# Trei culori
A Trei culori (’három szín’) kezdetű ének a Román Szocialista Köztársaság himnusza volt 1977–1989 között. Eredetileg egy Ciprian Porumbescu által szerzett hazafias dal volt (Tricolorul), de himnuszként a szövegét megváltoztatták.

## Története
Az 1953-ban bevezetett Te slăvim, Românie! himnusz nagy hangsúlyt fektetett a román-szovjet barátságra, a felszabadító Szovjetunióval szembeni alávetettségre. Az 1970-es évekre a román-szovjet barátság megromlott, ezen felül a desztalinizáció miatt is idejétmúlt lett a szöveg. 1975-ben Nicolae Ceaușescu azt javasolta, hogy az új himnusz a Pe-al nostru steag e scris Unire Ciprian Porumbescu-vers legyen, a párt pedig ennek megfelelően át is költötte a szöveget és dallamot írt hozzá. Végül azonban Porumbescu egy másik versére (Tricolorul, 1880) alapozták az új himnuszt, és 1977-ben vezették be.

## Szövege
- A Trei Culori szövege (wikisource)
- A Tricolorul szövege (wikisource)